# 松井春生
松井 春生（まつい はるお、1891年（明治24年）5月12日 - 1966年（昭和41年）10月1日）は、貴族院議員などを務めた内務官僚。

## 来歴
1916年（大正5年）に東京帝国大学法科大学政治科を卒業して、高等文官試験に合格し、内務省に入る。東京府属を務めた。
1918年（大正7年）から千葉県理事官視学官を務め、その後法制局参事官、資源局書記官兼法制局参事官、資源局総務部兼企画課長、内閣調査官兼内閣東北振興事務局長、資源局長官を歴任した。
1938年（昭和13年）10月に退官し、日本商工会議所理事、東京商工会議所理事、工業組合中央会副会長、全日本絹織物工業組合連合会理事長を務める。
太平洋戦争後の1946年（昭和21年）1月25日から同年6月8日まで、大阪府知事に就任した。在任中の3月22日に貴族院勅選議員となる。このとき、正四位勲二等。6月8日からは東京都長官に転じて7月23日まで務めた。退任一週間後の7月30日に貴族院議員を辞職した。
1952年（昭和27年）、江東区有明の都有地に造成された東雲ゴルフ場の理事長となる。
1960年（昭和35年）に株式会社鉄道会館代表取締役に就任した。
1965年（昭和40年）11月8日に勲一等瑞宝章を受章する。
1966年（昭和41年）10月1日に死去。没後の10月4日 に特旨を以て位一級追陞し、従三位となった。

## 著書
- 『経済参謀本部論』、日本評論社、1934年
- 『日本資源政策』、千倉書房、1938年